# Ecuador en los Juegos Olímpicos de Pekín 2022
Ecuador estuvo representado en los Juegos Olímpicos de Pekín 2022 por una deportista femenina que compitió en esquí alpino.
La portadora de la bandera en la ceremonia de apertura fue la esquiadora alpina Sarah Escobar. El equipo olímpico ecuatoriano no obtuvo ninguna medalla en estos Juegos.